# Мьочхон
Мьочхон (кор. 묘청, ? — 1135 р.) — відомий та впливовий корейський придворний буддійський ченець, геомант, віщун. Жив за часів 17-го вана Корьо Інджона (1122—1146 рр.). Відомий тим, що у 1135 році став на чолі заколоту буддійської церкви, направленого проти влади тодішнього правителя.

## Ранні роки та підготовка до повстання
Точний рік народження Мьочхона не відомий. Відоме лише місце його появи на світ, Це місто Согьон (а нині Пхеньян — столиця КНДР) Відомо, що саме у Согьоні він став монахом. На 4-му році правління вана Інчжона, у 1126 році навчав царевича Геогьона у Согьоні. Уже тоді він досконало знав усі особливості інь та янь, і за допомогою цього міг вводити людей в оману. У ті часи високу популярність у Корьо мала теорія фен-шуй. Через це його ідеї здавалися привабливими. У своїх проповідях Мьочхон критикував чиновництво, а надто те, яке сповідувало конфуціанство, і постійно продовжував називав вана (короля) Корьо імператором так само, як і було в Китаї уже на той час. Окрім буддистської доктрини, він також вільно володів даоською езотерикою. У країні на той час зростало тотальне невдоволення населення. Величезні податки ставали дедалі більшим тягарем для селян. На додаток до цього, свавілля чиновників все більше і більше підігрівало ситуацію. Буддійська церква вже давно мріяла про взяття влади в Корьо під власний контроль. Ситуація, яка склалася після серії війн із киданями, сприяла цим задумам, адже внаслідок 25-річного протистояння з імперією Ляо загострилися вкрай болючі соціальні проблеми корьоського суспільства, так чітко і не вирішені ще з часів Об'єднаної Сілла.. До того ж сталася іще одна знакова подія. Лі Чжагьом, онук корьоського аристократа Лі Чжайона, який видав заміж за короля Мунджона трьох своїх дочок, став претендувати на владу і у 1126 році здійснив спробу захопити її. Більше кажучи, він спирався на допомогу іноземних сил — чжурчженської держави Цзинь. Оскільки підтримки він так і не здобув, то ж і задум його зазнав краху. За рішенням вана Інджона Лі Чжагьом був вигнаний з країни. Одночасно із цим невдоволення безкарністю корьоських чиновників у народі дедалі зросталою Мьочхон вдало скористався ослабленням влади вана і зневірою селян, які втомилися від незліченних війн, обтяжливих податків та знущань чиновників над ними та їхніми родинами. Ці обставини дозволили Мьочхону змусити простий народ повірити йому. Він став на чолі заколоту. Почав активно пропагувати перенесення столиці держави до свого рідного міста Согьона, активно при цьому використовуючи усілякі методи геомантії. Відштовхуючись від теорії фен-шуй, монах пропонував вану Інджону втілити його ідеї у життя. Він казав, що Сондон (тодішня столиця)"вже не варта нічого", краще «перенести столицю до Сондона». За це Мьочхон обіцяв правителю, що він буде володіти 36-ма заморськими країнами. На додаток до цього, Мьочхон радив вану назвати Корьо імперією. Він казав, що такий рішучий крок неодмінно призведе до посилення Корьо і її процвітання. Одначе Інджон відмовився від такої пропозиції. Ідеї Мьочхона розкололи знать. Одні виступали за перенесення столиці, а інші — ні. Тоді чиновники, які служили у Согьоні і отримали свої посади через державні іспити, об'єдналися навколо Мьочхона у цьому місті у 1135 році.

## Повстання
Як і планувалося, центром заколоту Мьочхон зробив місто Согьон (західна столиця). Саме там він та його прихильники зосередили свої основні сили. Повстанці проголосили «Державу великих діянь» або ж Тевігук. Повстанці розраховували на неодмінний успіх своєї кампанії. Однак реакція уряду на розгортання таких подій у державі не забарилася. Повстання було придушене урядовими військами, якими командував Кім Бусік — відомий історик, полководець та конфуціанський вчений. На той час його було призначено міністром оборони. Фактично, йому було надано надзвичайні повноваження . Його війська сіяли терор по всій країні, придушуючи будь-які спалахи опору. Головні організатори на чолі з Мьочхоном тим часом знаходилися в Согьоні, який був оточений відданими уряду солдатами. Місто оточили добірні частини владного війська. Небачена жорстокість, з якою Кім Бусік розправлявся з повсталими, приголомшила селян, які були майже беззбройними. Мьочхон загинув від рук власних соратників. Його зарізали, а голову відправили вану прямісінько до Сондона. Цими діями капітулянти сподівалися вимолити собі прощення. Але Кім Бусік не сприйняв до уваги цей крок і не пішов назустріч повсталим. Битва за Согьон тривала ще рік і завершилася цілковитою поразкою повстанців. Усіх їх було нещадно вбито після захоплення в полон урядовими військами.

## Наслідки
Усіх активних учасників повстання було страчено, а в країні придушено будь-які подальші паростки народного опору. Хоч з бунт і було покінчено, проте спокою як такого Корьо це аж ніяк не принесло. Країну продовжували роздирати так і не вирішені внутрішні проблеми. Свавілля чиновників не лише не припинялося, а навіть і посилювалося, адже податки почали збирати навіть із тих, хто вже вмирав з голоду або ж залежав від лихварів. Королівський двір, здавалося, взагалі жив окремим життям від усієї іншої країни. Дедалі частіше там почали з'являтися усілякі лжепророки, екстрасенси і різного подібного роду шахраї, що зовсім не грало на користь авторитету влади вана в державі, який ще й практикував абсолютно абсурдні ритуали жертвоприношення, оскільки ті дуже часто не мали абсолютно жодного сенсу. Селяни, змучені голодом та іншими бідами, працювали на виснажливих будівництвах. Повстання Мьочхона стало першою вагомою спробою буддійської церкви утвердити свою владу у корейській державі. Але проблема полягала в тому, що з його провалом зовсім не зникла загроза нових пробудійських заколотів, а надто в таких умовах, у яких продовжувала жити Корьо. Королівська влада це постійно усвідомлювала, а тому їй часто доводилося бути на сторожі. Незадоволення селян ситуацією в країні не вщухало. Мьочхон не зміг успішно реалізувати свої плани, але його повстання ще більше загострило нашаровані проблеми, які, зрештою, і призвели до того, що згодом армії довелося взяти все у свої руки і у Корьо було встановлено військову диктатуру.